# 金普森
金普森（1932年10月—2024年11月9日），名允通，字普森，号重阳，浙江省义乌县人。中华人民共和国历史学家。

## 生平
1960年，毕业于杭州大学历史系。1962年8月至1963年8月，在中国人民大学历史学系进修。1988年，晋升为杭州大学历史系教授、系主任，中国现代史学会常务理事，浙江省历史学会会长，中国台湾研究会、中国史学会理事。主要研究1930年前后的中国经济，合著有《中央革命根据地财政经济史长编》、《浙东革命根据地》、《中国现代史稿》、《中国现代史资料选编》。